# 배드 듀즈 vs. 드래곤닌자
《배드 듀즈 vs. 드래곤닌자》(Bad Dudes vs. Dragonninja)는 데이터 이스트에서 1988년도에 제작한 액션 게임이다. 처음엔 아케이드 게임으로 개발되었으나 이후 여러 플랫폼으로 개발되었다.

## 줄거리
세계정복의 야욕을 갖고 있던 드래곤 닌자는 자신의 닌자들을 동원해 미국의 레이건 대통령을 납치한다. 이에 대통령 비서실에서는 배드 듀드스 2인방을 시켜 드래곤 닌자의 닌자집단과 맞서 싸워서 레이건 대통령을 구출하도록 지시했으며 배드 듀드스는 닌자집단과 혈투를 벌이게 된다.

## 시스템

### 조작
- 8방향 이동.
- A 버튼 : 공격.
- B 버튼 : 점프.
- ↑ + B : 대점프
- ↓ + B : 하단 점프
- A + B : 점프 공격.
- A버튼을 눌렀다 뗀다 : 발경(장풍)

## 등장인물
배드 듀즈
주인공으로 레이건 대통령을 구출하는 임무를 부여받고 닌자 집단과 싸운다.
로널드 레이건
미국의 대통령. 드래곤닌자에게 납치당하여 헬기에 감금되어 있다.
비밀요원
배드 듀즈에게 레이건 대통령을 구출하라는 밀명을 내리는 사람으로 게임을 시작할 때 한 번 등장한다.

## 등장적

### 일반적
- 쟈코 닌자(Zako Ninja)

가장 일반적인 적. 파란 옷을 입은 닌자. 일부는 파이어닌자(Fire Ninja)로 변신하기도 한다. - 100점
- 나기 닌자(Nagi Ninja)

검은 옷을 입은 닌자. 표창이나 마름쇠를 던지고 도망간다. - 200점
- 미니(Mini)

모든 등장인물 중 키가 가장 작으며 갈고리로 공격한다. 첫 스테이지에서는 등장하지 않으며 보스가 나타나도 끝까지 배드듀들스를 공격한다. - 300점
- 포치(Poci)

개. 차량 스테이지인 2, 5스테이지에서는 등장하지 않는다. - 200점
- 부키 닌자(Buki Ninja)

붉은 옷을 입은 닌자. 죽이면 아이템을 준다. - 400점
- 쿠노이치(Kunoici)

공통적으로 바디스타킹을 신었으며 붉은 옷과 파란 옷을 입은 여성 닌자. 붉은 옷을 입은 쿠노이치와 파란 옷을 입은 쿠노이치의 공격패턴이 다르다. 보스가 등장할 때까지 공격한다. 가만히 앉아있을 경우 쿠노이치에게 공격받지 않는다. 쿠노이치들은 죽을때마다 지르는 비명소리가 제각각이다. -400점
- 카부토(Kabuto)

검을 든 닌자. 점프공격을 하며 칼로 공격하기 때문에 데미지가 큰 편이다. - 700점
- 파이어닌자(Fire Ninja)

자코 닌자가 변신하는 경우도 있으며 온 몸에 불이 붙은 닌자. 2대 때려야 죽는다. - 1000점

### 보스
- 카르노브(Karnov)

1스테이지의 보스. 입에서 불을 뿜는다.
- 쿠사모치 카르노브(Kusamoci Karnov)

카르노브와 모든 면에서 동일하지만 피부색만 녹색이다(스테이지 5에서 등장) - 10000점
- 아이언(Iron)

2스테이지의 보스. 미니의 확장버전. 갈고리로 공격하지만 미니보다 더욱 매섭게 공격한다.
- 녹색 닌자(Green Ninja)

3스테이지의 보스. 분신술로 공격하며 끝까지 공격하는 것을 제외하면 자코 닌자와 동일하지만 각각의 분신들은 2대를 때려야 처치가 가능하다.
- 애니멀(Animal)

4스테이지의 보스. 로봇 닌자. 공격력과 체력이 가장 뛰어나다.
- 좀비 애니멀(Zombie Animal)

애니멀과 갑옷 및 피부색만 차이가 있을 뿐 모든 면에서 동일하다.
- 아카이-케이지(Akaikage)

5스테이지의 보스. 갈고리와 낫으로 공격하는 닌자. 모든 적들 중에 이기기 가장 어렵다.
- 데빌폴(Devil Pole)

6스테이지의 보스. 봉으로 공격하는 닌자.
- 드래곤 닌자(Dragon Ninja)

마지막 보스, 헬기 위에서 표창을 던지지만 그리 강하진 않다.

## 스테이지
- 1 스테이지 - 맨하탄

중간에 트럭이 난입해 트럭에 타고 있던 10명 남짓의 자코 닌자들이 한꺼번에 공격한다.
- 2 스테이지 - 고속도로

1 스테이지에서 난입했던 그 트럭 위에서 진행되며 차량 스테이지인 관계로 상하이동이 불가능하다. 트럭이 정차할 때까지 쿠노이치가 살아있을 경우 무조건 도망친다.
- 3 스테이지 - 하수구

아래에 강이 흐르고 있다. 강에 빠지면 데미지를 입는다. 종종 강에서 자코닌자들이 난입한다.
- 4 스테이지 - 숲

지형의 굴곡이 심하며 곳곳에 함정이 있다. 4층 이상의 구조를 갖고 있다.
- 5 스테이지 - 사막

사막을 달리는 대륙횡단열차 위에서 진행되며 차량 스테이지인 관계로 상하 이동이 불가능하다. 보스인 아카이- 케이지를 만나기 전에 오직 쿠노이치들만 30명 이상 등장하는 턴이 존재하며 그 바로 앞에 중간보스인 쿠사모치 카르노브가 등장한다.
- 6 스테이지 - 동굴

4 스테이지와 마찬가지로 지형의 굴곡이 심하며 종류석이 떨어지기도 한다. 5 스테이지와 마찬가지로 쿠사모치 카르노브가 등장한다.
- 7 스테이지 - 창고

여기까지 도달하고 일반적들을 모두 제거하면 각 스테이지의 보스들을 차례대로 쓰러뜨리고 마지막 보스인 드래곤 닌자를 만난다. 중간보스 등장 순서는 다음과 같다.
쿠사모치 카르노브 → 좀비 애니멀 → 아이언 → 닌자 → 데빌폴 → 아카이-케이지

## 간접 광고
이 게임의 일본어 버전에서는 체르노브라는 게임을 간접광고하고 있다. 쿠노이치가 예쁘게 생긴 것을 이용하여 스테이지 5의 마지막 열차에 체르노브를 그려넣은 뒤 그 곳에 쿠노이치를 대량 배치했다. 하지만 영어 버전에는 이런 설정이 존재하지 않는다.

## 평가
| 평론 점수         | 평론 점수                                                  |
| 평론사            | 점수                                                       |
| ----------------- | ---------------------------------------------------------- |
| 크래시            | 46% (ZX)                                                   |
| CVG               | 69% (CPC) 49% (NES)                                        |
| 싱클레어 유저     | 9/10 (Arcade)                                              |
| 유어 싱클레어     | 7/10 (ZX)                                                  |
| ACE               | 860/1000 (C64) 856/1000 (CPC) 792/1000 (ZX)                |
| Commodore User    | 5/10 (Arcade) 84% (C64) 73% (Amiga) 19% (Amiga re-release) |
| The Games Machine | 63% (CPC) 61% (ZX) 47% (C64) 50% (Atari ST)                |
| Zzap!64           | 87% (C64)                                                  |

| 수상          | 수상                |
| 평론사        | 수상                |
| ------------- | ------------------- |
| Sinclair User | Beat 'Em Up of 1988 |